# آرچی بیز
آرچی بیز (انگلیسی: Archie Bayes; ۲۵ آوریل ۱۸۹۶ – ۱۹۸۰ (۸۳−۸۴ سال)) بازیکن فوتبال اهل بریتانیا بود.
از باشگاه‌هایی که در آن بازی کرده‌است می‌توان به باشگاه فوتبال تورکی یونایتد اشاره کرد.